# Chicago Justice
Chicago Justice è una serie televisiva statunitense creata da Dick Wolf, Derek Haas, Michael Brandt e Matt Olmstead. Ha debuttato il 1º marzo 2017 sulla NBC in occasione della conclusione di un crossover con le serie Chicago Fire e Chicago P.D. e si è conclusa definitivamente il 14 maggio dello stesso anno. La serie era lo spin-off della serie televisiva Chicago Fire, sempre di Dick Wolf, e fa parte integrante del media franchise One Chicago. 
Il 22 maggio 2017, la NBC ha cancellato la serie dopo una sola stagione e 13 episodi trasmessi. In Italia, la serie ha debuttato il 30 giugno 2017 con l'episodio pilota sul canale a pagamento Premium Crime. I successivi episodi sono andati in onda dal 4 ottobre al 20 dicembre 2017. In chiaro, è andata in onda dal 22 maggio 2018 su Top Crime. Dopo la cancellazione della serie il personaggio di Peter Stone si unisce al cast principale di Law & Order - Unità vittime speciali, a partire dall'episodio 19x13, trasferendosi da Chicago a New York.

## Trama
La serie racconta le vicende dei procuratori di stato, pubblici ministeri e investigatori della città di Chicago.

## Episodi
| Stagione       | Episodi | Prima TV USA | Prima TV Italia |
| -------------- | ------- | ------------ | --------------- |
| Prima stagione | 13      | 2017         | 2017            |

## Personaggi e interpreti

### Personaggi principali
- Assistente Procuratore di Stato Peter Stone, interpretato da Philip Winchester, doppiato da Francesco Prando.
È il figlio di Benjamin Stone, vice procuratore distrettuale delle prime quattro stagioni di Law & Order - I due volti della giustizia.
- Capo investigatore Antonio Dawson, interpretato da Jon Seda, doppiato da Fabrizio Vidale.
Prima di entrare nel Dipartimento di Stato, ha lavorato come detective al 21º distretto della polizia in Chicago P.D..
- Investigatrice Laura Nagel, interpretata da Joelle Carter, doppiata da Eleonora De Angelis.
- Assistente Procuratore di Stato Anna Valdez, interpretata da Monica Barbaro, doppiata da Gemma Donati.
- Procuratore di Stato Mark Jefferies, interpretato da Carl Weathers, doppiato da Paolo Buglioni.

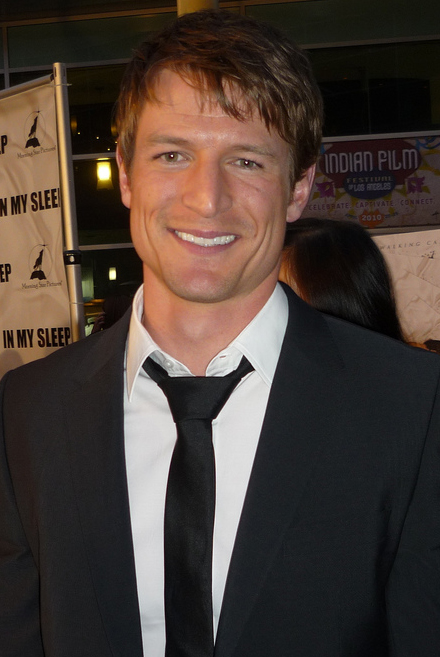
Philip Winchester interpreta Peter Stone.
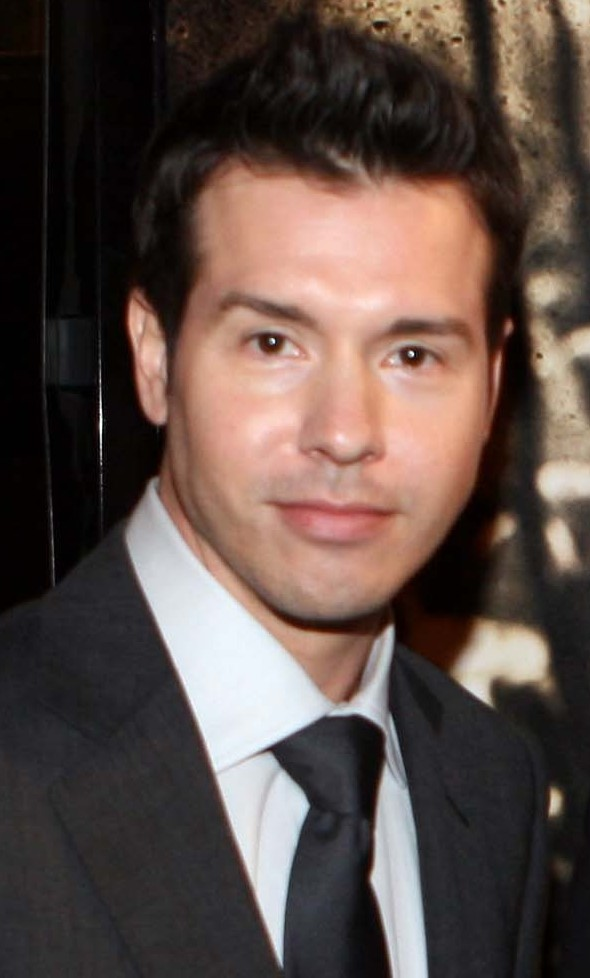
Jon Seda interpreta Antonio Dawson.
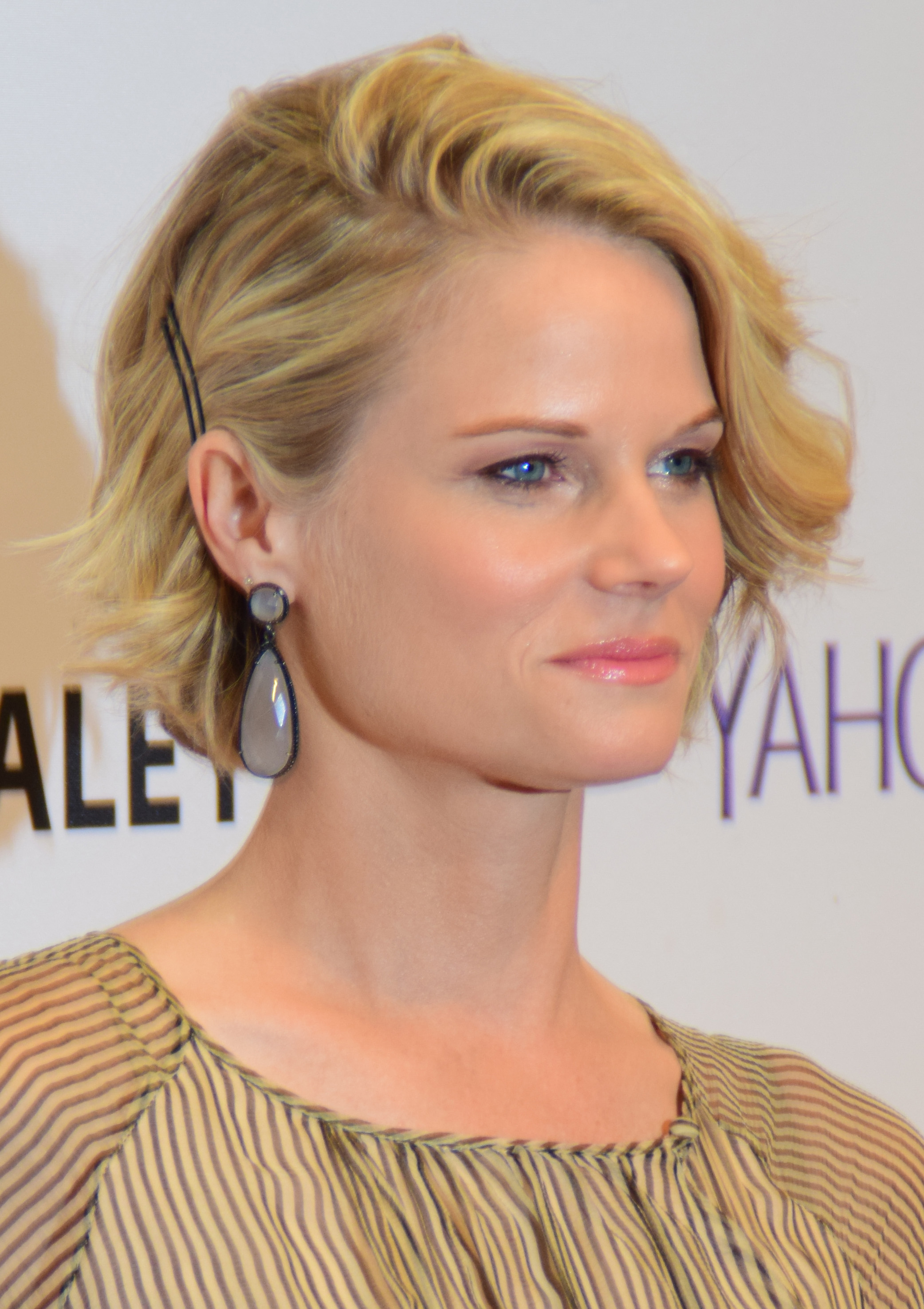
Joelle Carter interpreta Laura Nagel.
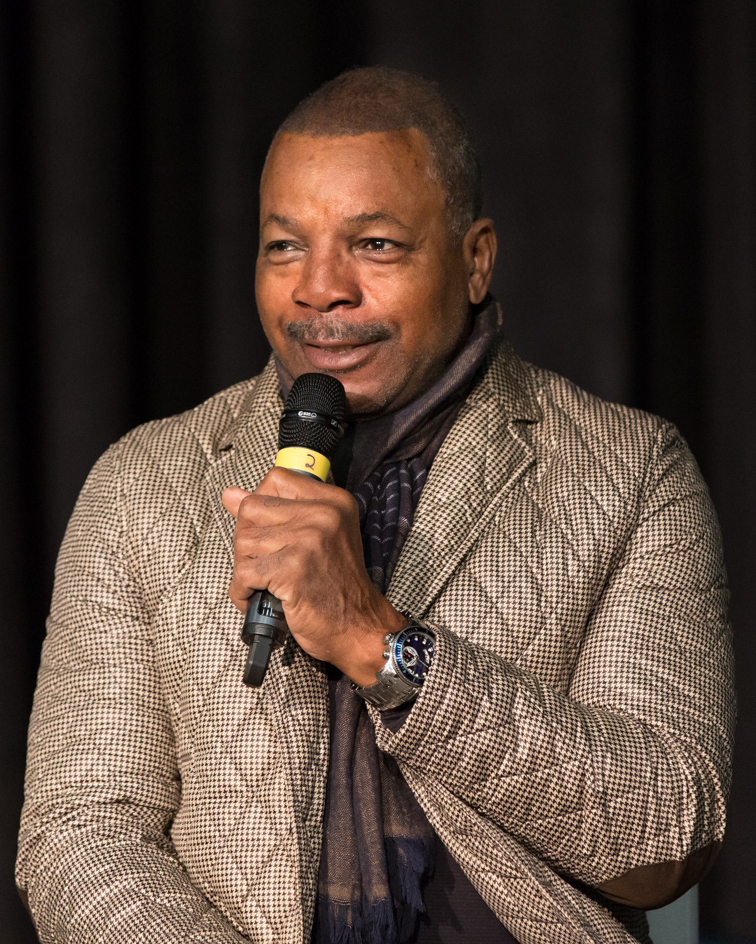
Carl Weathers interpreta Mark Jefferies.

### Personaggi ricorrenti
- Joy Fletcher, interpretata da Lindsey Pearlman.